# Juan Carlos Acosta
Juan Carlos Acosta (Buenos Aires, 1 de abril de 1988-ib., 26 de enero de 2020) fue un bailarín, actor, patinador y coreógrafo argentino.

## Biografía
Juan Carlos Acosta se inició profesionalmente en el programa Bailando por un sueño bajo la conducción de Marcelo Tinelli. Allí trabajó activamente desde el 2007 al 2017, como partenaire de famosas como Rocío Guirao Díaz, Nazarena Vélez, Sabrina Rojas y Jesica Cirio. En 2007 también participó en Patinando por un sueño acompañando a Ximena Capristo y luego a Valeria Archimó.
En teatro integró el elenco de Stravaganza encabezado por Flavio Mendoza junto con Cinthia Fernández. En 2016 hizo con Jesica Cirio el musical infantil Alicia, ¿Qué hay del otro lado?, en esa pieza también participaron Gladys Florimonte y María Laura Cattalini, su entrenador en el Bailando. También trabajó junto a Carmen Barbieri y Miguel Ángel Cherutti en Incomparables, en Let it be, una historia de amor con Hernán Piquín. Fue coreógrafo de la obra Si no te sirvo, matame entre 2005 y 2007.
Formó parte de los ballets de Holiday On Ice, Royal Caribbean Cruises y Steiner Transocean. Brindó shows en discotecas y eventos. Acosta, además, daba seminarios de distintos ritmos urbanos, de femme style y de jazz. Además, realizó dos obras de teatro con sus alumnos: El gran baile de la luna llena y Giros, un baile con el destino.
También hizo varios trabajos en México.
Para televisión también hizo publicidades como la de una crema para el herpes zóster, donde interpretó a un profesor de zumba.

### Fallecimiento
En las últimas semanas del mes de enero de 2020 el bailarín presentó fuertes dolores en su espalda, hinchazón en una sus piernas con entumecimiento. Su pareja le sugirió que fuera a una guardia médica para hacer una consulta, pero él no quiso. El viernes 24 de enero aseguró que la molestia había pasado; sin embargo, el domingo 26 del mismo mes a la noche volvió a sentirse mal, se comunicó con su novio y cuando este llegó lo encontró sin vida. La autopsia determinó que falleció a causa de un tromboembolismo pulmonar.

## Televisión
- 2018: Bailando por un sueño 2018.
- 2017: Bailando por un sueño 2017.
- 2016: Bailando por un sueño 2016.
- 2014: Bailando por un sueño 2014.
- 2007: Patinando por un sueño.
- 2007: Bailando por un sueño.

## Teatro
Como bailarín y actor:
- Stravaganza.
- Alicia, ¿qué hay del otro lado?.
- Incomparables.
- Let it be, una historia de amor.
- Si no te sirvo, matame.

Como coreógrafo:
- Si no te sirvo, matame